# Trochalus lamtoensis
Trochalus lamtoensis är en skalbaggsart som beskrevs av Frey 1970. Trochalus lamtoensis ingår i släktet Trochalus och familjen Melolonthidae. Inga underarter finns listade i Catalogue of Life.